# Hesaramir
Hesaramir (pers. حصارامير) – miejscowość w północnym Iranie, w ostanie Teheran. W 2006 roku miejscowość liczyła 25 281 mieszkańców w 6072 rodzinach.